# Albert Edward Prescott
Albert Edward Prescott (Londres, 1842 - ?) fou un compositor anglès.
Entre les seves composicions hi figuren: Salms, Quartets per a instruments d'arc, cors, etc. A més se li deu About musical.